# 于尔沃斯比尔
于尔沃斯比尔（德語：Uelvesbüll）是德国石勒苏益格－荷尔斯泰因州的一个市镇。总面积10.23平方公里，总人口254人，其中男性127人，女性127人（2011年12月31日），人口密度25人/平方公里。